# توخولکا
توخولکا (به لاتین: Tuchółka) یک منطقهٔ مسکونی در لهستان است که در Gmina Kęsowo واقع شده‌است.

## خصوصیات
توخولکا ۲۴۸ نفر جمعیت دارد.